# 工業製品
工業製品（こうぎょうせいひん）とは、工業において原材料を消費して製造される物品であるが、特に様々な工程を経て消費者に提供される段階にまで加工が済んだ物を指す場合が多い。二次的に他の加工業者へと渡り、更に加工される物は、単に製品（粗製品）と呼ばれる。これは、単一の製造業者による製品ではなく、工業全体を経て提供される製品という意味であり、ある業態の製造産業を経て、出荷（輸出入）される段階にある物を指すため、広義には粗製品を含む。